# Casper Pedersen
Casper Phillip Pedersen (Copenaghen, 15 marzo 1996) è un ciclista su strada e pistard danese che corre per la Soudal Quick-Step. Campione europeo Under-23 2017 e attivo come professionista dal 2018, ha vinto la Parigi-Tours 2020.

## Palmarès

### Strada
- 2017 (Team Giant-Castelli)

2ª tappa Flèche du Sud (Rumelange > Rumelange)
Grand Prix Horsens
Campionati europei, Prova in linea Under-23
1ª tappa Giro di Danimarca (Frederiksberg > Kalundborg)
- 2020 (Team Sunweb, una vittoria)

Parigi-Tours
- 2023 (Soudal Quick-Step, una vittoria)

Figueira Champions Classic

#### Altri successi
- 2013 (Juniores)

3ª tappa Sint-Martinusprijs Kontich (Kontich, cronosquadre)
- 2018 (Aqua Blue Sport)

Classifica giovani Quattro Giorni di Dunkerque

### Pista
- 2010 (Juniores)

Sei giorni di Copenaghen, Junior (con Patrick Leth)
- 2014

Campionati danesi, Chilometro a cronometro
- 2017

Coppa del mondo 2016-2017, Inseguimento a squadre (Cali, con Niklas Larsen, Julius Johansen, Frederik Madsen e Casper von Folsach)
Campionati danesi, Inseguimento a squadre (con Mikkel Bjerg, Rasmus Christian Quaade e Casper von Folsach)

## Piazzamenti

### Grandi Giri
- Tour de France

2020: 92º
2021: 111º
2024: non partito (4ª tappa)
- Vuelta a España

2019: 103º
2023: 140º

### Classiche monumento
- Milano-Sanremo

2019: ritirato
2021: 120º
2024: 13º
2025: 26º
- Giro delle Fiandre

2019: 112º
2024: ritirato
2025: 79º
- Parigi-Roubaix

2019: ritirato
2021: ritirato
2022: 84º
2024: ritirato
- Liegi-Bastogne-Liegi

2018: ritirato

### Competizioni mondiali
- Campionati del mondo su strada

Ponferrada 2014 - In linea Junior: 81º
Bergen 2017 - In linea Under-23: 35º
Yorkshire 2019 - In linea Elite: ritirato
Imola 2020 - In linea Elite: 65º
- Campionati del mondo su pista

Glasgow 2013 - Omnium Junior: 3º
Seul 2014 - Omnium Junior: vincitore
Hong Kong 2017 - Omnium: 6º

### Competizioni continentali
- Campionati europei su strada

Herning 2017 - In linea Under-23: vincitore
Glasgow 2018 - In linea Elite: ritirato
Drenthe 2023 - In linea Elite: 45º
- Campionati europei su pista

Anadia 2014 - Omnium Under-23: 6º
Baie-Mahault 2014 - Omnium: 8º
Grenchen 2015 - Inseguimento a squadre: 3º
Grenchen 2015 - Corsa a punti: 4º
St. Quentin-em-Yv. 2016 - Omnium: 5º
Berlino 2017 - Inseguimento a squadre: 5º
Berlino 2017 - Americana: 2º